# Metanastes australis
Metanastes australis är en skalbaggsart som beskrevs av Fauvel 1862. Metanastes australis ingår i släktet Metanastes och familjen Dynastidae. Inga underarter finns listade i Catalogue of Life.